# Defence Force
Defence Force Football Club är en fotbollsklubb baserad i Chaguaramas, Trinidad och Tobago som spelar i TT Pro League. Laget spelar sina hemmamatcher på Hasely Crawford Stadium i Port of Spain, Trinidad.